# 공손회
공손회(公孫恢, ? ~ 36년)는 중국 후한 초기 독립정권 성가의 종실이자 관료로, 황제 공손술의 아우다.
24년, 한 경시제가 보낸 정식 익주자사 장충과 주공후 이보(李寶)가 1만 군사를 이끌고 부임하러 오자, 한나라 관직을 자칭하고 있던 형의 명령으로 이들을 공격해 격퇴했다. 25년, 형이 성가를 세우고 황제가 되면서 대사공이 되었다.
35년, 형주에서 치고올라오는 후한의 장군 잠팽과 장궁을 연잠·여유 등과 함께 광한현·자중현에서 요격했으나, 잠팽이 성군의 후방을 뒤흔들어 성군이 흔들리는 틈을 탄 장궁의 공격을 받아 참패했다.
36년 음력 9월, 후한의 장군 장궁과 싸웠으나 면죽현과 부현을 잇따라 함락당하고 자신도 참수되었다.